# Koga Takuma
Takuma Koga (sinh ngày 30 tháng 4 năm 1969) là một cầu thủ bóng đá người Nhật Bản.

## Sự nghiệp câu lạc bộ
Takuma Koga đã từng chơi cho Júbilo Iwata, Shimizu S-Pulse và Cerezo Osaka.